# Zona abissal

Classificació marina de les zones segons la profunditat

S'anomena zona abissal o zona abissopelàgica un dels nivells en què es divideix l'oceà segons la profunditat. És per sota de la zona batipelàgica i per damunt de l'hadopelàgica i correspon a l'espai oceànic entre 3.000 i 6.000 metres de profunditat. Es tracta, per tant, d'una zona fosca on la llum solar no hi arriba.
En biologia marina, el terme fauna abissal bentònica, que és la fauna que es presenta lligada al fons oceànic, es presenta escassa i amb trets particulars. Dins d'aquesta disciplina, el terme fauna abissopelàgica fa referència a la descripció d'una mena determinada d'ambient o hàbitat natural, amb certes espècies d'animals marins.
La paraula abissal prové d'abís, és a dir, un lloc de molta fondària. Regió de temperatures fredes, pressió hidroestàtica extremadament elevada, falta de nutrients i absència total de llum. Un cau abissal es forma quan la placa oceànica subdueix sota la placa continental, fet que produeix el trencament de la litosfera i la formació d'una fossa.
La fauna abissal comprèn diversos peixos estranys, com ara Argyropelecus, Idiacanthus, Melanocetus, Saccopharynx, Chauliodus o Cryptosaras, entre d'altres.
Al fons de l'oceà no existeix vegetació que apliqui la fotosíntesi, és a dir, no hi ha algues verdes. L'alimentació a aquest zona depèn en gran part de les partícules de detrits que baixen des de la superfície, llevat de les extensions on s'hi presenten xemeneies hidrotermals, que depenen de l'energia volcànica, on la producció primària depèn de la quimiosíntesi que es desenvolupa per espècies bacterianes, presents damunt el substrat o en els organismes presents (com en el cas de les brànquies dels pogonòfors).
Segons els biòlegs, aquesta zona morfològica de la geografia del fons marí ocupa aproximadament més del 70% de l'àrea total dels oceans.